# Gnadenbild Bökenförde

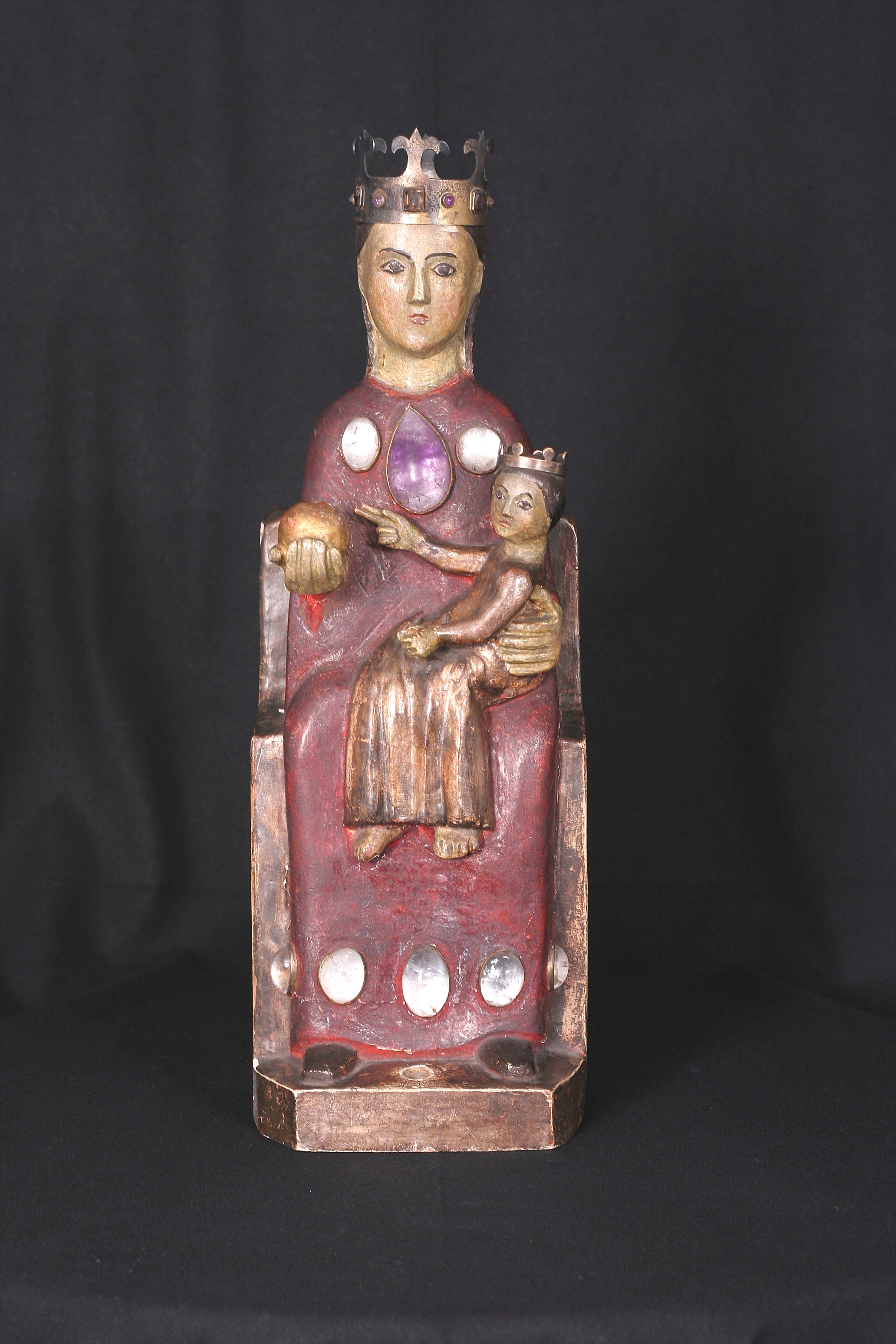
Gnadenbild Bökenförde

Das Gnadenbild in der Kirche St. Dionysius Bökenförde in Lippstadt, Nordrhein-Westfalen, ist eine romanische Sitzmadonna, deren Schöpfer und Herkunft unbekannt sind. Die aus dem 12. Jahrhundert stammende Lindenholzmadonna wurde in ihrer Geschichte dem Zeitgeschmack angepasst und verändert, wovon verschiedene Bemalungen zeugten, die vom Restaurator entdeckt wurden.

## Beschreibung
Das romanische Gnadenbild wurde in seiner langen Geschichte vereinzelt dem Zeitgeschmack angepasst und verändert. Davon zeugen verschiedene Bemalungen, die vom Restaurator entdeckt wurden. Die beiden Köpfe stammten von Restaurierungsmaßnahmen des beginnenden 20. Jahrhunderts. Damals hatte man mit Leinenstreifen, Kittmasse, Nägeln, Holz- und Steineinsatz versucht, die Form des Gnadenbildes zu erhalten. Durch Trockenfäule und Holzwurmbefall war es in den 1930er Jahren in einem derart schlechten Zustand, dass die Kirchengemeinde 1938 beschloss, eine neue Marienfigur aus Eichenholz fertigen zu lassen und das alte Gnadenbild darin aufzubewahren. Als Pfarrer Walter Pöppe nach seiner Einführung 1960 mit einer radikalen Kirchenrenovierung begann und das Gnadenbild näher untersuchte, entdeckte er das eingeschlossene Bildnis. Der Torso wurde 1961 von einem Restaurator mit dem Ziel, die mittelalterliche Figur wiederherzustellen, grundlegend überarbeitet und mit modernen Zutaten wie Thron und Bergkristallen ausgestattet. Auch die beiden Kronen, das Kreuz der Weltkugel und das Zepter wurden neu angefertigt.
Das neue Gnadenbild zeigt den für die Romanik typischen Madonnentypus der thronenden Muttergottes mit dem Jesuskind. Maria als erhabene Mutter des göttlichen Kindes hält die Weltkugel selbst in der rechten Hand. Sie erscheint als Königin und zugleich als Mutter. Das Jesuskind zeigt mit drei Fingern der rechten Hand auf die Weltkugel. Dieses Detail hat der Restaurator von dem Wandrelief um 1730 übernommen, das an einem Pfeiler in der Marienkapelle hängt und die älteste Darstellung des Gnadenbildes ist.

## Die Geschichte der Marienverehrung und Marienwallfahrt

### Von den Anfängen der Marienverehrung bis zum Niedergang im 17. Jh.
Die Bökenförder St. Dionysiuskirche beherbergt mit dem Gnadenbild der Mutter der göttlichen Gnade ihren wertvollsten Schatz. Aufgrund der mangelhaften Quellenlage ist unklar, seit wann sich das Gnadenbild in der Bökenförder Kirche befindet. Eine in der Pfarrchronik festgehaltene Legende berichtet, dass „vor alten Zeiten“ ein Hirte ein Muttergottesbild über dem Wasser eines Brunnens schweben sah. Nachdem er dem Geistlichen des Ortes davon berichtet hatte, überzeugte sich dieser davon und das "Muttergottesbildnis" wurde in feierlicher Prozession in die Bökenförder Kirche überführt. Legenden sind bekanntlich mit Vorsicht zu betrachten. Und diesbezüglich gibt die gegenwärtige Forschungslage auch allen Grund dazu: In der heutigen Bökenförder Feldflur liegt unter Lindenbäumen etwas verdeckt das Brünneken, eine kleine Kapelle und unweit davon entfernt ein steinerner Brunnen, der als Erscheinungsort verehrt wird. Auf einer Karte von 1580 ist bereits ein Weg von Lippstadt kommend und Richtung heutigem Brünneken führend als „Unser lieb frauen Wegh“ bezeichnet.
Auch von der Bökenförder Warte führte aus Erwitte kommend ein Weg mit gleicher Bezeichnung Richtung heutigem Brünneken. Der Erscheinungsort liegt aber in direkter Nachbarschaft der Wüstung Ussen. Dieses Dorf hatte wie Bökenförde eine Kirche und war im Mittelalter ebenso eine Filialgemeinde von St. Laurentius in Erwitte. Durch diese Nähe des Erscheinungsortes zur Ussener Kirche geht man heute davon aus, dass das Gnadenbild ursprünglich in der Ussener Kirche aufbewahrt wurde. Als die Ortschaft, die im Grenzgebiet zu Lippstadt lag, im 15. Jh. aufgegeben wurde, überführte man das Gnadenbild allem Anschein nach in die Bökenförder Kirche, die dann an der Nordseite um eine Marienkapelle erweitert wurde. Sicherlich trug die Verehrung der Marienfigur in Bökenförde in der Folgezeit dazu bei, dass sich im 16. Jh. das kirchliche Filialverhältnis zu Erwitte löste und St. Dionysius zu Bökenförde um 1583 eigenständige Pfarrei wurde. Durch Zeitzeugenprotokolle des beginnenden 18. Jhs. ist bekannt, dass es im 17. Jh. bereits eine Marienverehrung mit Prozessionen gab, die allerdings durch den Dreißigjährigen Krieg und das benachbarte protestantische Lippstadt eingegangen war. Das Gnadenbild musste in den Kriegswirren sogar versteckt werden, um dem Raub und der Zerstörung zu entgehen.

### Wiederentdeckung und Neubeginn der Marienverehrung
Die Marienverehrung und das Wallfahrtswesen in Bökenförde waren zu Beginn des 18. Jhs. vollständig eingegangen, so ist nachweislich um 1692 lediglich eine Prozession vor dem Fronleichnamsfest belegt. Erst unter Pfarrer Johann Heinrich Hesse wurde das Prozessionswesen neu belebt, nachdem er 1712 infolge einer verheerenden Viehseuche in Bökenförde unter Zustimmung der Gemeinde eine Lobeprozession zum Fest des Hl. Laurentius einführte. Die Marienverehrung belebte er neu, als er 1719 ein altes verstecktes Gnadenbild wiederentdeckte und daraufhin behauptete, dass das Gnadenbild in Verne eine Fälschung sei und das echte sich in Bökenförde befinde. Mit dieser Behauptung nahm Pastor Hesse Bezug auf die Verner Wallfahrtstradition, in der berichtet wird, dass das Verner Gnadenbild in einem größeren eingeschlossen sei und seither von keinem Menschen gesehen wurde.  Hesse nahm daher an, dass er das originale Gnadenbild in seiner Gemeinde gefunden hätte und war der Ansicht, dass fortan in Bökenförde das Gnadenbild verehrt werden müsse. Aus diesem Grund legte er an dem Termin der Großen Liebfrauentracht in Verne die Wallfahrtsprozession für Bökenförde. Die Große Liebfrauentracht zu Verne hatte regional große Bedeutung, so dass das Verner Gnadenbild auch in das benachbarte kölnische Geseke getragen wurde. Es ist anzunehmen, dass Gläubige aus der hiesigen Umgebung an diesem Tag zu der Wallfahrt nach Verne zogen, um an der riesigen Prozession und Verehrung teilzunehmen.
Pfarrer Hesse ließ indes Erzählungen zu Wunderberichten zusammentragen, die der Paderborner Dompropst  wiederum als „wertlosen Tratsch“ abwertete, weil er annahm, dass Pastor Hesse die Prozession als Gegenveranstaltung nur aus Eigennutz eingeführt habe. Der Dompropst war so erbost über das Vorgehen des Bökenförder Pastors, weil dieser auch behauptet hatte, dass eine Pestepidemie durch Umtragen des Gnadenbildes erloschen sei, dass er den Kölner Erzbischof und Kurfürsten um eine Untersuchung der Vorgänge in Bökenförde bat. Ziel sollte sein, dass die Bökenförder Prozession am Wochenende vor dem Johannesfest verboten werde. Dieser zähe Rechtsstreit wurde 1722 dahingehend gelöst, dass der Bökenförder Termin auf den Dreifaltigkeitssonntag verlegt wurde. Bestehen blieb allerdings das Fest des Gnadenbildes, das Pfarrer Hesse 1719 eingeführt hatte und das am Sonntag vor Johannes (24. Juni) gefeiert wurde. Die Pilgerzahlen stiegen in den folgenden Jahren stark an. Das belegen zahlreiche Messstiftungen, Votivgaben und Zuwendungen, welche die Bökenförder Pfarrei erhielt. Im Jahr 1747 stiftete Pfarrer Reiser eine Vikarie, um dauerhafte Unterstützung in der Seelsorge zu sichern. Ebenso stiftete er einen Marienaltar (B.M.V. / Beata Maria Virginis), vor dem er in der Marienkapelle auch seine letzte Ruhestätte fand.

### Marienverehrung und Marienwallfahrt seit dem 19. Jh.
Wurde im Jahr 1800 noch das Fest des Gnadenbildes groß gefeiert, so wurde das kirchliche Leben unter der französischen Herrschaft in den folgenden Jahren stark eingeschränkt. Die Prozessionen und Wallfahrten konnten nicht mehr stattfinden und wurden nach der französischen Herrschaft auch nicht wieder belebt. Die private Verehrung des Gnadenbildes blieb. So kamen besonders an den Samstagen Einzelpilger aus der Umgebung, um dem feierlichen Hochamt mit Aussetzung des Allerheiligsten am Marienaltar beizuwohnen. Gegen Mitte des 19. Jhs. erfuhr die Marienverehrung weiteren Auftrieb, beschränkte sich allerdings überwiegend – abgesehen von Einzelpilgern – auf die Bökenförder Bevölkerung. Zahlreiche Heiligenhäuschen wurden 1860 im Dorf und in der Feldflur erbaut. Um 1864 entstand die Parzelle, auf der sich heute Brunnen und Kapelle befinden und die Brünneken genannt wird. In diesen Zeitraum dürfte auch die Errichtung der Kapelle fallen.
Neu belebt wurde das Wallfahrtswesen erst wieder unter Pfarrer Sondermann, der zwischen 1922 und 1932 in Bökenförde wirkte. Er arbeitete die Geschichte des Gnadenbildes auf und gab 1925 ein Andachtbuch heraus. Zudem warb er erfolgreich in der Umgebung für das einst wundertätige Gnadenbild. Die erste Wallfahrtsprozession kam aus dem benachbarten Westernkotten mit 300 Gläubigen am 28. Juni 1924. Es folgten noch im gleichen Jahre Wallfahrten aus Lippstadt, Esbeck, Hoinkhausen, Berge und Salzkotten. Von Pfarrer Otto Schelle von der St.-Elisabeth-Kirche in Lippstadt wurde 1934 die Dekanatsmännerwallfahrt eingeführt, die bis heute zahlreiche Männer aus dem Dekanat Lippstadt am Pfingstmontag zum Brünneken zur Prozession mit dem Fahrrad oder Auto führt. Die große Anzahl an Pilgern führte in den 1930er Jahren zu Überlegungen, anstelle der bisherigen Kapelle ein viel größeres Gebäude zu errichten. Die Pläne wurden allerdings nicht realisiert. Das Brünneken ist bis heute eine Station für Gläubige, Einzelpilger oder auch Gruppen, die sich aus ihren Gemeinden auf den Weg machen, um an den Erscheinungsort der Mutter der göttlichen Gnaden zu pilgern.

## Von Wundern und Heilungen in Bökenförde
Die von Pfarrer Hesse im Rahmen des Rechtsstreites gesammelten Zeugenaussagen und Wunderberichte aus Bökenförde wurden notariell festhalten und sind noch erhalten. Das  älteste Protokoll ist aus dem Jahr 1720. In diesem Jahre hat der damalige Pastor Heinrich Hesse durch den Apostolischen Notar Caspar Theodor Stork eine eidliche Vernehmung von Zeugen aus Bökenförde und Umgebung vornehmen lassen. Alle Zeugen versicherten, „dass viele wunderbare Gebetserhörungen bei unserem Gnadenbilde stattgefunden haben, wie sie es selber gesehen oder von ihren Eltern und anderen zuverlässigen Personen vernommen haben“. Eine weitere Befragungsaktion am 30. Mai 1721 erbrachte ein ähnliches Ergebnis, jedoch ist jetzt ausdrücklich von einem Muttergottesbild die Rede. In einem notariell beglaubigten Protokoll gab Annen Rocker aus Störmede ihre Aussage zu Protokoll, sie wäre blind gewesen, habe von den Wundern beim Bökenförder Gnadenbild gehört und sei täglich nach Bökenförde zur Kirche gegangen. Daraufhin habe sie das Augenlicht wiedererlangt. Im gleichen Jahr hielt der Notar Loismann fest, dass zehn Zeugen aus Bökenförde und Erwitte ausgesagt haben, das Bökenförder Gnadenbild sei vor Zeiten wundertätig gewesen und soll Einheimischen und Fremden geholfen haben:

„[…] durch die Vorbitt der Mutter Gottes in ihrem Gebett von dem allmächtigen Gott erhöret, mithin seien miraculoser Weise Kranke gesund, die Lahmen gehend und die Blinden sehend geworden.“

Eine weitere Zeugin gab an, dass das Gnadenbild einst von den von Hörde und von Ense bei Prozessionen getragen worden sei. Eine katholische Frau aus Lippstadt hat im Jahre 1724 dem Küster Kerckhoff erzählt, dass sie von einer „incurabilen kranckheit“ durch die Fürbitte der Mutter Gottes beim Gnadenbild stündlich sei kuriert und befreit worden. 1723 fand sich eine Frau mit ihrem „großjährigen“ Sohn und ihrer Tochter ein, die von dem Meerhof aus dem Paderbornischen stammte, und berichtete dem Küster, dass sie in ihrer „hausung keine ruhe binnen vier Jahren gehabt“. Nachdem sie von Bökenförde gehört hatte und sich hierher begeben habe, sei sie auf wunderbare Weise geheilt worden. Auch Pastor Conrad Bernhard Reiser hielt während seiner Amtszeit in Bökenförde (1730–1757) Wunderberichte von Heilungen notariell fest. Im August 1740 sei ein Mädchen aus Westernkotten, mit Hausnamen Joannknecht, von ihrer Mutter acht- bis neunmal zum Gnadenbild gebracht worden, worauf das Mädchen das Augenlicht wiedererlangt habe. Zwei Kinder aus Erwitte, die ihre Gesichter durch die Kinder-Blattern verloren hatten, haben ihr Gesicht wiedererlangt, nachdem sie „nach diesen Gnadenort verlobt, ihr gelübt und Andacht vollzogen“. 1741 ist eine Frau aus dem Osnabrückischen mit „abscheuligen leibs schaden“ geheilt worden. Im selben Jahr haben die Eheleute Wineken aus Langeneicke eine Tochter, die ihre „Gesundheit der Glieder“ verloren hatte, nach Bökenförde gebracht. Beim achten Besuch des Gnadenbildes wurde sie geheilt.
Sogar einer evangelischen Mutter (Frau Griesen) aus Langeneicke wurde geholfen. Sie hatte eine achtzehnjährige Tochter, die von schwerer Krankheit und Todesangst geplagt war. Die Seelsorger in Langeneicke Weyer (Pastor) und Wilhelm (Vikar) haben dieser Person „das letzte End zum öfteren betrübet“. Reiser habe ihr aber „tröstlich zugeredet und geraten die Tochter zum Gnadenbild zu bringen“. Nachdem sie die Hl. Kommunion empfangen habe, sei sofortige Besserung eingetreten. Ebenfalls 1741 wurde das Augenleiden der sechsjährigen Tochter der Anna Margaretha Wittgen aus Berenbrock geheilt. Eine weitere Notariatsniederschrift aus dem Jahr 1746 gibt an, dass jemand sogar einmal ein brennendes Licht, ein weiterer Zeuge dieses sogar mehrmals gesehen habe. Beim Gnadenbild, so heißt es, seien seit altersher Wunder geschehen: Kranke wurden gesund, Lahme gehen, Blinde sehend. Weiter heißt es darin, dass vor etwa 38 Jahren (also um 1708) Johann Everhardt Schrothauß, gebürtig aus Eikeloh, aus Ungarn wiederkam. Er kam zum Gnadenbild, um sein Gelöbnis einzuhalten. Er war in türkische Gefangenschaft und Sklaverei geraten. In dieser ausweglosen Situation bat er zum Gnadenbild um Hilfe. Er versprach, dass, wenn er aus der Gefangenschaft errettet werde, er vor dem Muttergottesbild eine Danksagung geben werde. Daraufhin wäre er mit seinen Kameraden von der Sklaverei auf „wundersame Weise“ befreit worden und hätte sich auf den Weg gemacht, um sein Versprechen einzulösen. Beim Gnadenbild habe er dann gedankt und hätte die Schlösser (Ketten) abgelegt, anschließend sei er zu seinem Regiment abgereist. Im Jahr 1719 seien den Berichten zufolge auch zwei Wunder geschehen. Catharina Schrop wurde geheilt und brauchte nicht mehr zu hinken, ihr Sohn erhielt das Gesicht zurück. Pastor Reiser gab in seiner Chronik an:

„Dass bei meiner Zeit bei diesem Gnadenort sich oft zugetragen, dass Blinde, Kranke und sonst angsthafte Seelen durch ihr Gelübde, Gebe und geringes Opfer des Leibs und der Seelen Heil wunderlich und übernatürlich erlanget haben, muss ich bei meiner priesterlichen Ehre sagen und bezeugen…“

Außerdem findet sich eine undatierte Niederschrift aus der Pfarrchronik des Pastors Reiser, die festhält:

„Dass bei meiner Zeit bei diesem Gnadenort sich oft zugetragen, dass Blinde, Kranke und sonst angsthafte Seelen durch ihre Gelübde, gebett und geringes Opfer des Leibs und der Seelen Heil wunderlich und übernatürlich erlanget haben, muss ich bei meiner priesterlichen Ehre sagen und bezeugen, insonderheit, wenn die Leute pietatis causa (aus Frömmigkeit) neun Samstage allhier ihr Gebett verrichten, dieweil Jesus Christus, der Sohn Gottes, neun Monate in dem jungfräulichen Leib geruhet. Er schließt die Chronik mit den Worten: Wohlan denn, Mutter der göttlichen Gnade, beschütze Du uns gegen den Feind und nimm uns in der Todesstunde auf, und nach diesem Elende zeige uns Jesum, die gebenedeite Frucht deines Leibes.“

Ein anderer Pfarrer bemerkt zu diesen Berichten:

„Ich bin fest überzeugt, dass diese und viele andere Gebetserhörungen bei unserem Gnadenbild stattgefunden haben, dass dieselben aber nicht, wie an anderen Gnadenorten, verbreitet und bekannt geworden sind.“